# 항공공학

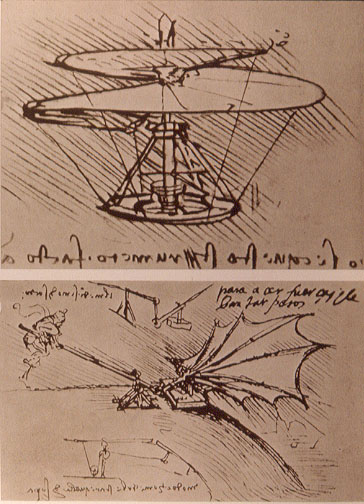

항공공학(航空工學, 영어: aeronautical engineering)은 항공기를 취급하는 공학으로 항공기를 개발하는 것을 목적으로 한다.
다음과 같은 학문이 기초로 요구된다.

## 유체 역학
기체와 액체 등 유체의 운동을 다루는 물리학의 한 분야이다. 공기의 흐름에 의해서 날개 및 동체에 미치는 힘(양력, 항력, 추력, 중력)이나 모멘트 등을 취급한다. 공학의 여러 부분과 밀접한 연관이 있으며, 다양한 방정식을 통해 기술한다. 힘과 가속도는 나비에-스토크스방정식, 유체가 연속체임을 나타내는 연속방정식, 열역학에서 에너지보존에 관한 식과 유체의 온도, 압력, 밀도 사이의 관계는 상태방정식을 통해 기술한다. 전통적으로 라이트 형제의 시대부터 풍동에 의한 실험이 이루어져 오고 있다. 컴퓨터의 발달에 따라 CFD(수치 유체 역학, 계산 유체 역학)에 의한 해석도 행해지고 있다.

## 구조 역학
역학의 일반원리를 각종 형태를 지닌 구조물에 적용하여 여러 힘의 영향을 연구하는 응용역학을 말한다. 어떠한 구조물에 외부 힘이 가해지면 구조물 내부가 어떤 힘을 받아 어떻게 변형하는지를 역학의 일반원리를 이용하여 밝혀내는 응용역학의 한 분야이다. 항공기의 각 부분에 미치는 힘, 변형, 모멘트, 진동에 대한 구조학적인 문제를 취급한다. 컴퓨터를 사용하여 FEM(Finite Element Method)에 의한 해석도 행해지고 있다. 뛰어난 재료의 개발을 시도하여 재료 공학에서 취급하는 피로, 균열 등을 다루고 있어 재료 강도학 등과도 밀접하게 관련한다.

## 추진 공학
프로펠러나 제트 엔진 등 항공기의 추진력을 만들기 위한 장치에 대해 다룬다.

## 비행 역학
항공기의 운동, 위치, 자세, 안정성에 대해 해석한다. 항공기의 조향과 주요 비행 계수인 응고(pitch), 횡전(roll), 굴곡(yaw) 등의 영향을 연구한다

## 제어 공학
항공기나 그 하부조직을 조종사의 의도 대로에 움직이기 위한 기술을 취급한다. 주로 PID 제어방식을 사용한다. 그 기술은 단순히 제어의 분야에 머무르지 않고 통신공학 ·컴퓨터공학과 함께 기술혁신의 추진력으로 다른 분야에 대해서도 그 사상이 적용되고 있다. 내용으로는 제어이론 ·제어용기기 ·응용의 분야가 있으며, 각각 컴퓨터와 밀접한 관계가 있다. 제어공학은 산업혁명의 원동력이 된 증기기관의 속력조절에 제어기법이 쓰이면서 주목받기 시작하였다. 현대의 산업과 문명이 빠른 속도로 발전하면서 각종 공정과 시스템들이 대형화되고 고도화됨에 따라 제어공학의 필요성은 더욱 높아지고 있으며, 우주·통신·환경·생명 등의 미래 산업분야에서 제어공학은 기반기술로서 더 큰 역할을 맡게 될 것이다.

## 항공전자공학
항공기를 전기/전자 장비를 제공하고 통합하는 것으로 전원 공급(전기공학), 또는 계기나 무선 NAV/COM(항법·통신)에 대해(전자공학) 다룬다. 컴퓨터의 발달에 따라서 제어 공학과 함께 항공기 개발에 있어서의 중요성이 매우 커지고 있다.

## 같이 보기
- 항공우주공학
- 비행 조종 시스템
- 항공전자